# Kneuterdijk

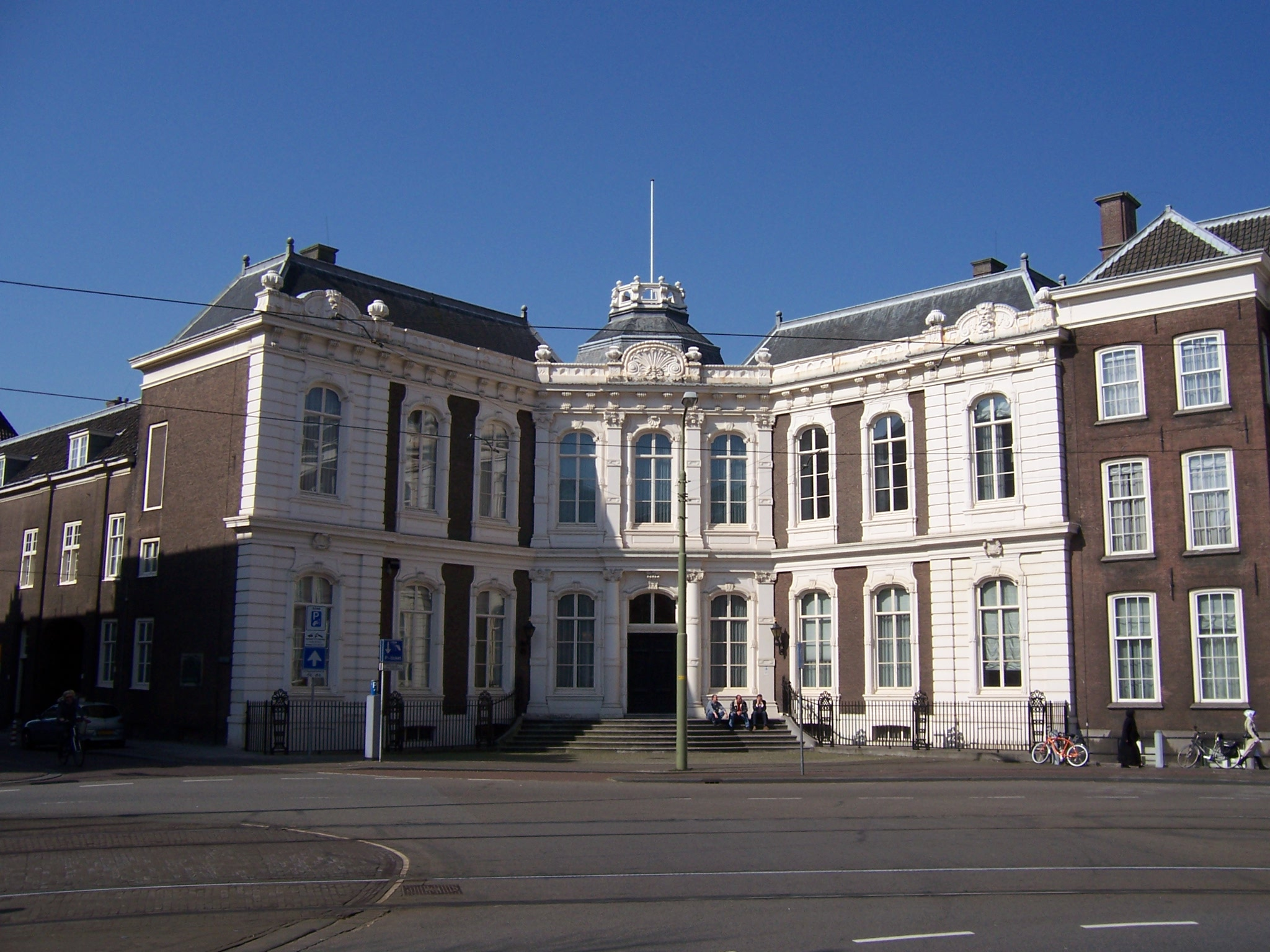
nr 20: Paleis Kneuterdijk

De Kneuterdijk is een straat in het centrum van Den Haag, in de nabijheid van andere markante locaties zoals het Buitenhof, Noordeinde de Plaats en de Lange Voorhout. De straat dankt haar naam aan een dijkje bij de Haagse Beek en een kneuter, een klein vogeltje. De Kneuterdijk staat bekend om zijn stadspaleizen en sierlijke woonhuizen.
De weg loopt er met een trambaan in het midden (sinds 1864 paardentramlijn E en sinds 2003 de huidige HTM-lijn 1) in een L-vorm van het Buitenhof tot het Lange Voorhout en ligt op de jaarlijkse route van de Gouden Koets op Prinsjesdag en het defilé op Veteranendag.
Een eigenaardigheid is dat in de "binnenbocht" van de L-vorm het er om de hoek meteen reeds Lange Voorhout heet, terwijl de overzijde (gebouw Raad van State) wel tot de Kneuterdijk gerekend wordt.

## Oorsprong
De Kneuterdijk werd door Constantijn Huygens in de 17e eeuw het Distelvinkenplein genoemd. De benaming ‘Kneuterdijk’ zou verwijzen naar ‘kneuteren’, het gebruiken van lokvogels – vaak een kneu – in de vinkerij (vogelvangst). In de 16e eeuw bevond zich op de plek van de Kneuterdijk waarschijnlijk een vinkenbaan, een plek waar kleine vogeltjes gevangen worden.

## Geschiedenis
Aan de Kneuterdijk woonden enkele zeer beroemde staatslieden, zoals Jacob Cats, Johan van Oldenbarnevelt en leden van de familie De Witt. Het voormalig Paleis Kneuterdijk ligt ook aan de Kneuterdijk, hier woonden onder anderen Jacob II van Wassenaer Obdam (1645 - 1714) en later koning Willem II met zijn vrouw Anna Paulowna.

#### Even huisnummers
- Nummer 2b is de winkel van Van Wielik, hof- en rijksleverancier van medailles en onderscheidingen. Het bedrijf is daar sinds 1996 gevestigd. Daarvoor was Van Wielik gevestigd op het Noordeinde 9 en Hartogstraat 1, wat later het Spaans logement werd. Van de zeventiende tot de negentiende eeuw stond hier een herenhuis van baron Van Reede, Heer van Amerongen, zijn vrouw Margarethe Turnor had dit door vererving verkregen van Jacques Wijts.
- Nummer 6 is het Johan de Witthuis, genoemd naar de raadpensionaris Johan de Witt die er van 1669-1672 woonde. Het huis staat op een plek die reeds in de Middeleeuwen bebouwd was. Het huidige pand werd in 1653 door Mattheus Hoeufft Jr. gebouwd en in 1966 en 2004 gerestaureerd.

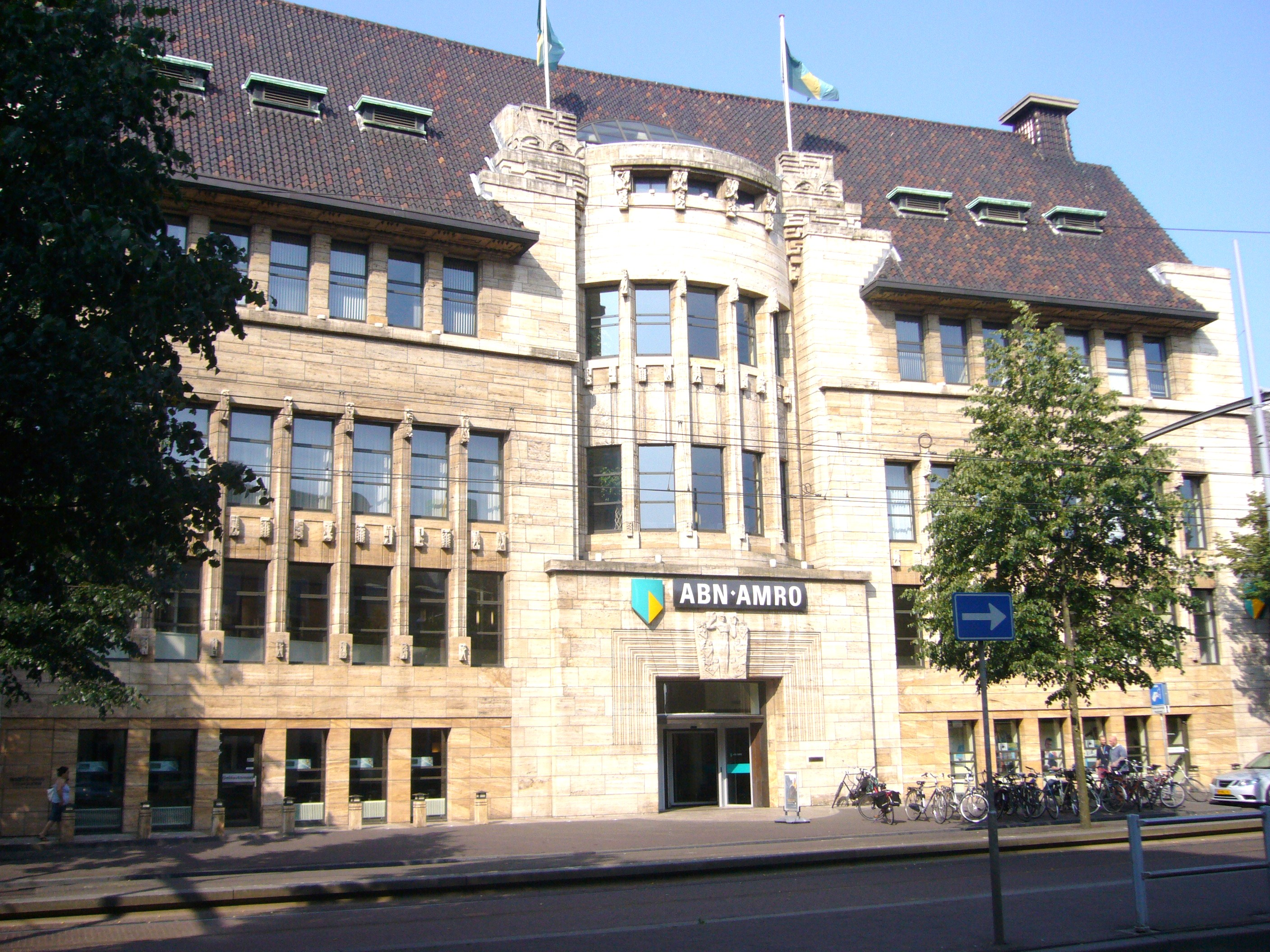
Het voormalige kantoor van ABN AMRO

- Nummer 8 werd van het najaar 1669 tot mei 1672 bewoond door Gerard Bicker van Swieten en zijn gezin. Toen hij overleed, verhuisde de familie naar de Houtstraat. De volgende bewoners waren Johanna de Witt (oudere zuster van Johan) en haar echtgenoot Jacob van Beveren. Hij was net lid geworden van de Gecommitteerde Raden. In augustus 1672 werden haar broers Johan en Cornelis vermoord. De familie De Witt wilde niet meer op de Kneuterdijk wonen. Johan Diederik Hoeufft ging in het De Witthuis wonen, zijn tweelingbroer Mattheus in het oude huis op nummer 8. Mattheus' nazaten woonden er tot 1766. 
Nummer 8 was het huis van Gijsbert Karel van Hogendorp toen daar op 18 november 1813 de leden en ministers van de Oude Regering met spoed bijeengeroepen werden om een tijdelijke regering te vormen totdat de prins van Oranje uit Engeland terugkeerde. 
 In 1923[2] werd het huis vervangen door een bankgebouw dat door architect Ir. H.F. Mertens werd ontworpen voor de Rotterdamsche Bankvereeniging, een voorloper van de ABN AMRO Bank. Vanaf 1931 was op nummer 8 het Ingenieurskantoor voor Scheepsbouw NV (INKAVOS) gevestigd, dat als dekmantel diende voor het ontwerpbureau van de Duitse Marine, een activiteit die vanwege de bepalingen van het Verdrag van Versailles aan Duitsland verboden was.[3] Met name de onderzeeboten voor de Kriegsmarine werden hier ontworpen. Vanaf 1922 had dat bureau in een pand op de hoek van de Wagenstraat en Gedempte Burgwal te Den Haag gezeten. In 1936 kreeg het bedrijf als bovenburen de NV. Nederlandsche Vereenigde Scheepsbouw Bureaux, Nevesbu (NVSB), een gezamenlijk ontwerpbureau van de werven RDM, De Schelde, Wilton Fijenoord, NDSM en Werkspoor. Tijdens de oorlog werd de NVSB deel van INKAVOS. Het ABNAMRO-hoofdkantoor is in 2017 verhuisd naar Koningskade 30 in Den Haag. Eind juni 2021 werd in het gerenoveerde pand het Hotel Voco The Hague geopend.

- Nummer 20 staat nu bekend als Paleis Kneuterdijk. Dit huis werd in 1661 gebouwd in opdracht van Jacob van Wassenaer Obdam. Hier woonde onder anderen Willem II met Anna Paulowna. Hier werden de voorbereidingen getroffen voor de Grondwetsherziening van 1848. Sinds 1937 behoort het paleis niet meer toe aan het koningshuis. Een deel werd toen verhuurd aan het Ministerie van Financiën.

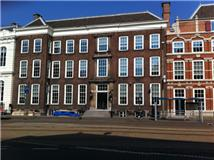
Nr 22: Raad van State

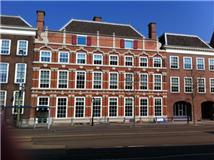
Nr 24: Van Oldenbarnevelt-huis

- Nummer 18A, het hoekpand dat ten opzichte van het paleis aan de andere kant van de Heulstraat ligt, werd in 1906 gebouwd. Er was een pianohandel gevestigd. Het pand gaf verder onderdak aan Boeatan, een winkel en galerie voor kunstnijverheid uit West- en Oost-Indië (1933-1949) en het Indisch restaurant Garoeda (1949-2020).
- Nummer 22 ligt rechts naast het paleis en werd bewoond door Jacob van Ligne. Zijn kleinzoon Lamoraal van Ligne verkocht het pand op 19 december 1616 aan Johan van Oldenbarnevelt, die het aanschafte voor zijn dochter Maria en haar man Cornelis van der Mijle. Na de terechtstelling van Van Oldenbarnevelt werden Cornelis en Maria gedwongen om Den Haag te verlaten. In 1622 verhuurden zij hun leegstaande huis aan Frederik V van de Palts, de verbannen winterkoning van Bohemen. Na de dood van prins Maurits in 1625 kregen zij toestemming om terug te keren naar Den Haag. Daar betrokken zij een vleugel van hun vroegere woning. Maria werd de inwonende hofdame van winterkoningin Elizabeth Stuart. Frederik en Elizabeth hadden in 1625 het aangrenzende pand 24 bij hun woning betrokken. Het geheel werd in de volksmond het Hof van Bohemen genoemd. Van 1748 tot 1795 was het in gebruik als logement van de Vijf Steden. In 1983 werden de nummers 20, 22 en 24 samengevoegd voor het kantoor van de Raad van State. Het kantoor werd aan de achterkant uitgebreid en doorgetrokken tot en met het voormalige kantoor van Landry & van Till op Parkstraat 6.
- Nummer 24 was van Jacques' achterneef Jan van Ligne uit Henegouwen. Aan de Kneuterdijk was een muur met een poort en daarachter lagen een binnenplaats en zijn huis. Jan van Ligne trouwde met Margaretha van der Mark en werd door dit huwelijk graaf van Arenberg. Jan van Ligne was stadhouder, legeraanvoerder en vertrouweling van keizer Karel V. Hij sneuvelde in de Slag bij Heiligerlee, waarna Margaretha het huis moest verlaten. Zij verhuurde het eerst aan Engelse en later aan Franse gezanten.
Op 13 juli 1610 verkocht Jeans zoon Karel van Ligne − die na het sluiten van het Twaalfjarig Bestand als katholiek weer in Nederland mocht komen, maar daar geen toekomst had − het huis aan Johan van Oldenbarnevelt. Ligne was heer van Naaldwijk en daarom werd zijn huis aan de Kneuterdijk het Hof van Naaldwijk genoemd. Hij had ook nog een huis aan de Honselersdijk, dat hij aan Frederik Hendrik verkocht.
Van Oldenbarnevelt liet alles slopen. Aan de paleiskant bouwde hij een voornaam huis voor zichzelf, op de hoek van de Parkstraat kwam een veel kleiner huis dat voor zijn zoon Reinier bestemd was. Zijn eigen huis had vier verdiepingen en een mooie renaissance-gevel. In april 1611 verhuisde hij van de Spuistraat naar de Kneuterdijk. Lang heeft Van Oldenbarnevelt er niet kunnen wonen, want in 1619 werd hij terechtgesteld en werd het pand verbeurd verklaard. In 1624 werden de goederen openbaar verkocht en in 1625 kreeg zijn schoonzoon Cornelis van der Mijle, het huis aan de Kneuterdijk toegewezen.
Toen Cornelis van der Mijle op 21 november 1642 overleed, ging het huis naar zijn weduwe, Maria van Oldenbarnevelt, die het ging verhuren, eerst aan buitenlandse gezanten, later aan de Verenigde Oost-Indische Compagnie, die het gebruikte voor het Haags Besogne. Maria van Olderbarnevelt overleed in 1657, maar haar erfgenamen bleven het pand verhuren. Het huis verviel en werd op 3 mei 1713 verkocht aan de Duitse gravin van Wartenberg die het grondig liet verbouwen alvorens er in november 1715 haar intrek te nemen. Zij overleed op 19 maart 1734 en werd begraven in de Kloosterkerk.
De volgende eigenaar was Jan Nijman. Hij overleed in 1740, waarna zijn erfgenamen het huis verhuurden en in 1806 aan de Staat verkochten. Sindsdien is het pand door verschillende instanties gebruikt. Eerst door het Departement van Financiën, later werden de staatsarchieven er ondergebracht en in 1806 was er de Koninklijke Militaire School. Deze werd opgeheven op 16 september 1810 nadat het Koninkrijk Holland was opgeheven. In 1814 kwam Financiën er terug. In 1975 verhuisde Financiën naar het nieuwe ministerie.

#### Oneven huisnummers
- Nummer 1 is het voormalige kantoor van de Nederlandsche Handel-Maatschappij (later opgegaan in de Algemene Bank Nederland). Het gebouw werd ontworpen door de gebroeders M A en Johan van Nieukerken (zonen van Johannes van Nieukerken) en in 1920-1942 gebouwd. Het werd in neorenaissance-stijl uitgevoerd met veel marmer en bijzondere houtsoorten. Tussen 2001-2003 werd het gebouw ingrijpend verbouwd. Sindsdien is de Raad voor de Rechtspraak hier gehuisvest.
- Nummer 9 is Alpina, hofleverancier, bloemist sinds 1891.
- Nummer 11 werd in 1932 tot boekhandel verbouwd voor Mensing & Visser. Van 1875-1932 hadden ze ook een zaak aan de Wagenstraat 27. Tot 1978 heette deze boekhandel De Vijf Vocalen. Hij was in 1679 gesticht en heeft dus net het 300-jarig bestaan niet gehaald.
- Nummer 13, op de hoek van het Lange Voorhout, was de Haagse vestiging van Bank Mees & Hope.

## Varia
In de "binnenbocht" van de L-vormige Kneuterdijk (hoek Lange Voorhout) bevindt zich een belangrijk knooppunt voor meerdere regionale knooppuntennetwerken voor fietsroutes en wandelroutes.

## Openbaar vervoer
In 1864 ging de eerste paardentram in de Benelux rijden, en die reed hier. Het werd de elektrische lijn 8 in 1905. Deze reed daar tot 2003, toen lijn 1 (3e) dit traject naar Scheveningen overnam. Maar lijn 8 was niet de enige; tramlijn 1 (2e), 2 (2e), 10 (3e), 13 (2e), 15 (4e), 16, 17 (5e), 21 en A hebben er ook gereden. In 2025 rijden lijn 1 (3e) en 10 (4e) er evenals bus 22, 24 en 28.

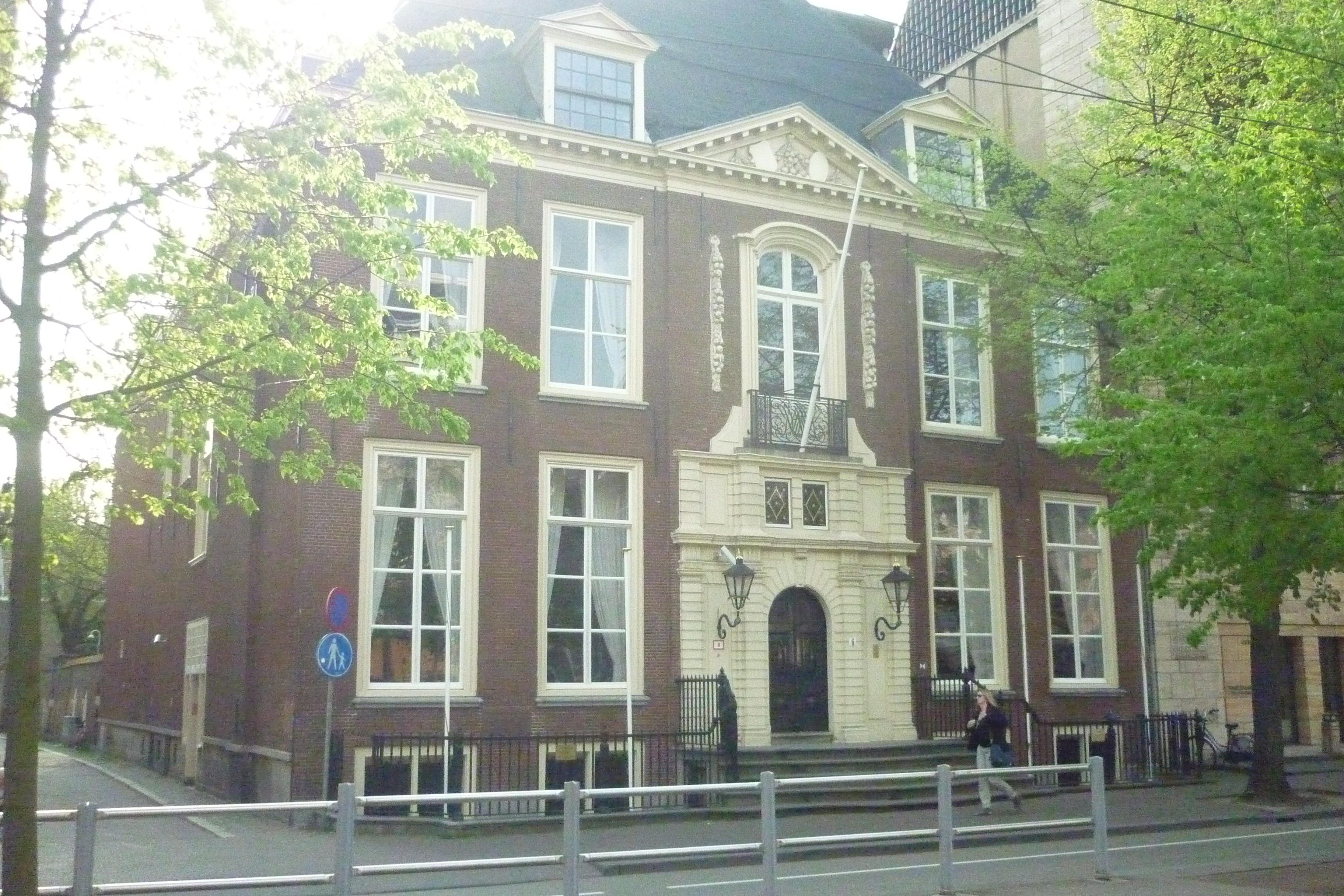
Johan de Witthuis
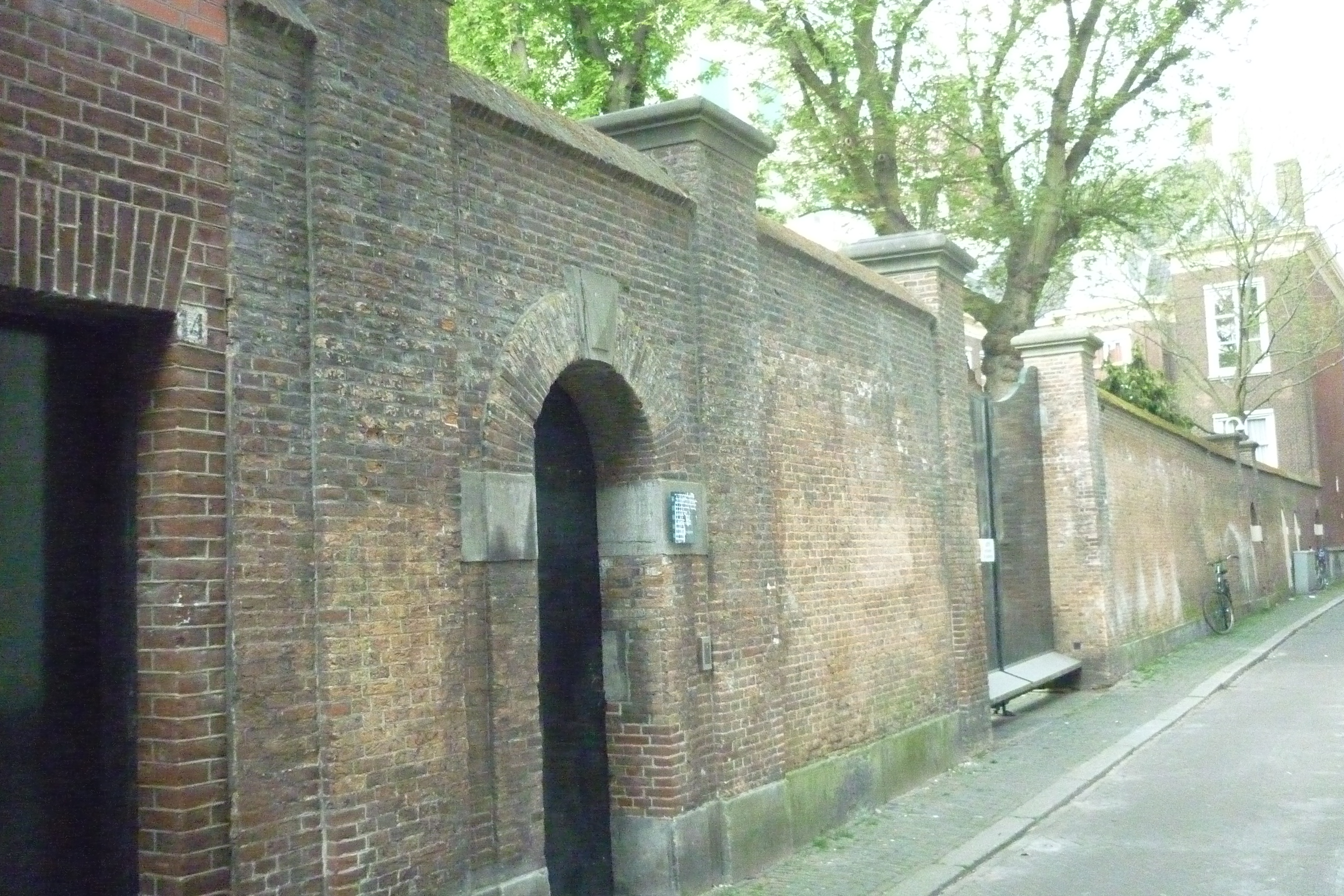
Tuinmuur in de Hartogstraat (1652)
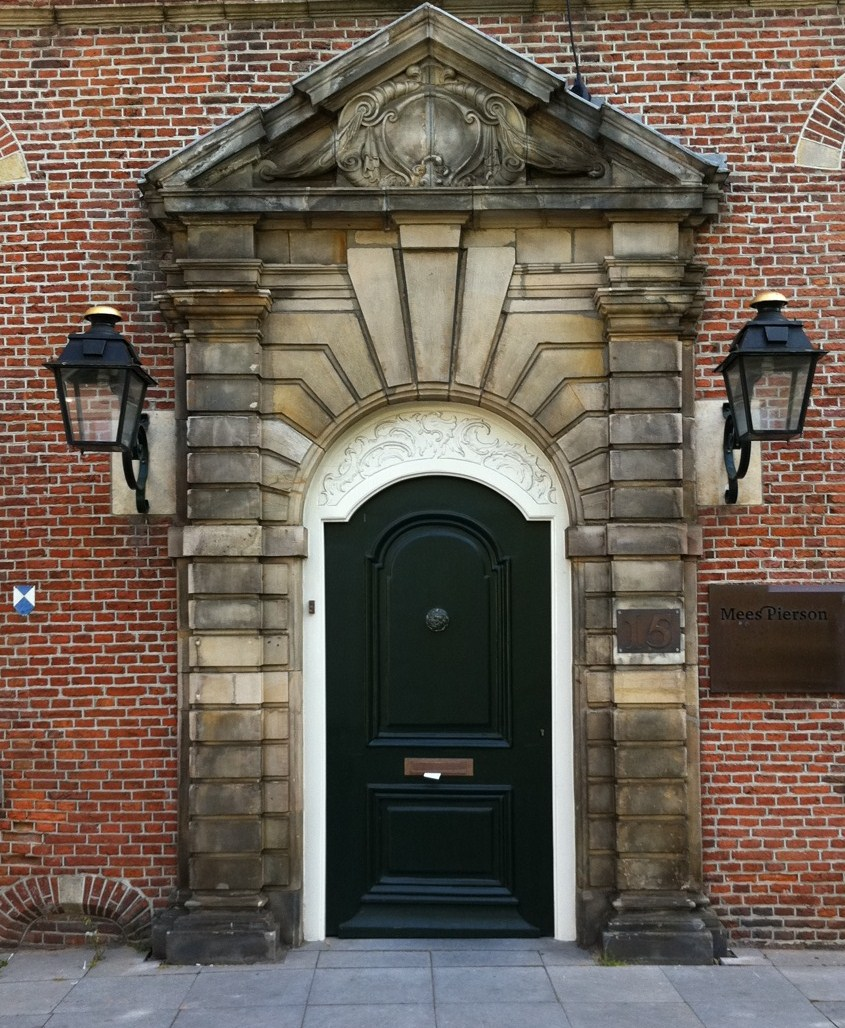